# The Big Picture (Album)
The Big Picture ist das 25. Studioalbum des britischen Sängers und Komponisten Elton John. Es erschien im September 1997 bei Rocket, A&M Records und Mercury Records.

## Hintergrund
Das Album wurde – letztmals – vom langjährigen Produzenten Chris Thomas produziert, nachdem für den Vorgänger Made in England Greg Penny verantwortlich zeichnete. Erneut wurde in London produziert, im Town House und in den AIR Studios. The Big Picture weist starke orchestrale Elemente, etwa Streicherarrangements von Anne Dudley und dem damaligen Keyboarder Guy Babylon auf. 2006 sagte John in einem Interview, dass Bernie Taupin, Johns langjähriger Freund und Texter, das Album als sein am wenigsten favorisiertes betrachtet – John selbst nannte hingegen Leather Jackets aus dem Jahr 1986. Taupin wertschätzte seine eigenen textlichen Beiträge nicht, zudem sei „die Produktion unterirdisch kalt und technisch“.
The Big Picture ist Johns Freund, dem Modedesigner Gianni Versace gewidmet, der einige Monate vor der Albumveröffentlichung ermordet worden war. Es ist zudem das einzige Album, auf dem weder Gitarrist Davey Johnstone noch Bassist Bob Birch den Hintergrundgesang übernehmen. Der Schlagzeuger Charlie Morgan wurde kurz nach der Albumveröffentlichung entlassen und durch Curt Bisquera und sodann durch Johns Originalschlagzeuger Nigel Olsson ersetzt, der bis heute (2022) zum Line-up der Band zählt.

## Titelliste
Alle Titel wurden von Elton John und Bernie Taupin geschrieben.
| Nr. | Titel                                    | Länge |
| --- | ---------------------------------------- | ----- |
| 1.  | Long Way from Happiness                  | 4:47  |
| 2.  | Live Like Horses                         | 5:02  |
| 3.  | The End Will Come                        | 4:53  |
| 4.  | If the River Can Bend                    | 5:23  |
| 5.  | Love’s Got a Lot to Answer For           | 5:02  |
| 6.  | Something About the Way You Look Tonight | 5:09  |
| 7.  | The Big Picture                          | 3:45  |
| 8.  | Recover Your Soul                        | 5:18  |
| 9.  | January                                  | 4:02  |
| 10. | I Can’t Steer My Heart Clear of You      | 4:10  |
| 11. | Wicked Dreams                            | 4:39  |

## Kommerzieller Erfolg

### Chartplatzierungen
Das Album erreichte Platz neun der US-amerikanischen und Platz drei der britischen Charts. In der Schweiz erreichte es Platz eins, in Österreich ebenso und in Deutschland Platz acht.
| ChartsChartplatzierungen       | Höchstplatzierung | Wochen |
| ------------------------------ | ----------------- | ------ |
| Deutschland (GfK)              | 8 (17 Wo.)        | 17     |
| Österreich (Ö3)                | 1 (16 Wo.)        | 16     |
| Schweiz (IFPI)                 | 1 (22 Wo.)        | 22     |
| Vereinigte Staaten (Billboard) | 9 (23 Wo.)        | 23     |
| Vereinigtes Königreich (OCC)   | 3 (25 Wo.)        | 25     |

| ChartsJahrescharts (1997)    | Platzierung |
| ---------------------------- | ----------- |
| Vereinigtes Königreich (OCC) | 37          |

| ChartsJahrescharts (1998) | Platzierung |
| ------------------------- | ----------- |
| Österreich (Ö3)           | 30          |
| Schweiz (IFPI)            | 45          |

### Auszeichnungen für Musikverkäufe
Das Album erreichte in diversen Ländern, darunter die USA, das Vereinigte Königreich sowie die Schweiz, Platinstatus.
| Land/Region                  | Auszeichnungen für Musikverkäufe (Land/Region, Auszeichnung, Verkäufe) | Verkäufe  |
| ---------------------------- | ---------------------------------------------------------------------- | --------- |
| Australien (ARIA)            | Platin                                                                 | 70.000    |
| Belgien (BRMA)               | Gold                                                                   | (25.000)  |
| Europa (IFPI)                | Platin                                                                 | 1.000.000 |
| Finnland (IFPI)              | Gold                                                                   | (21.006)  |
| Frankreich (SNEP)            | Gold                                                                   | (100.000) |
| Hongkong (IFPI/HKRIA)        | Gold                                                                   | 10.000    |
| Kanada (MC)                  | Platin                                                                 | 100.000   |
| Neuseeland (RMNZ)            | Platin                                                                 | 15.000    |
| Norwegen (IFPI)              | Platin                                                                 | (50.000)  |
| Österreich (IFPI)            | Gold                                                                   | (25.000)  |
| Schweden (IFPI)              | Gold                                                                   | (40.000)  |
| Schweiz (IFPI)               | Platin                                                                 | (50.000)  |
| Spanien (Promusicae)         | Platin                                                                 | (100.000) |
| Vereinigte Staaten (RIAA)    | Platin                                                                 | 1.000.000 |
| Vereinigtes Königreich (BPI) | Platin                                                                 | (300.000) |
| Insgesamt                    | 6× Gold · 9× Platin ·                                                  | 2.195.000 |

Hauptartikel: Elton John/Auszeichnungen für Musikverkäufe